# Крыловка (Первомайский район)
Крыло́вка (до 1945 года Кара́-Найма́н; укр. Криловка, крымскотат. Qara Nayman, Къара Найман) — село в Первомайском районе Республики Крым, входит в состав Степновского сельского поселения (согласно административно-территориальному делению Украины — Степновского сельского совета Автономной Республики Крым).

## Население
| 2001 | 2014 |
| ---- | ---- |
| 428  | ↘171 |

Всеукраинская перепись 2001 года показала следующее распределение по носителям языка
| Язык             | Процент |
| ---------------- | ------- |
| русский          | 42.29   |
| украинский       | 34.35   |
| крымскотатарский | 21.7    |
| молдавский       | 1.4     |
| другие           | 0.23    |

### Динамика численности
| - 1806 год — 116 чел. - 1864 год — 38 чел. - 1889 год — 133 чел. - 1892 год — 93 чел. - 1900 год — 237 чел. - 1915 год — 290/0 чел. | - 1926 год — 310 чел. - 1939 год — 250 чел. - 1989 год — 441 чел. - 2001 год — 428 чел. - 2009 год — 394 чел. - 2014 год — 171 чел. |

## Современное состояние
На 2016 год в Крыловке числится 5 улиц и 3 территории; на 2009 год, по данным сельсовета, село занимало площадь 202 гектара, на которой в 58 дворах проживало 394 человека. Действуют сельский клуб, сельская библиотека-филиал № 27, фельдшерско-акушерский пункт

## География
Крыловка — село на северо-западе района, в центральной части степного Крыма, у границы с Раздольненским районом, высота центра села над уровнем моря — 45 м. Ближайшие сёла — Привольное в 4,7 км на юг и Коммунарное Раздольненского района в 3,5 км на север. Расстояние до райцентра — около 25 километров (по шоссе), ближайшая железнодорожная станция — Воинка (на линии Джанкой — Армянск — примерно 41 километр. Транспортное сообщение осуществляется по региональной автодороге 35Н-388 от шоссе Кормовое — Степное (по украинской классификации — С-0-11003).

## История
Первое документальное упоминание села встречается в Камеральном Описании Крыма… 1784 года, судя по которому, в последний период Крымского ханства Найман входил в Мангытский кадылык Козловского каймаканства. После присоединения Крыма к Российской империи (8) 19 апреля 1783 года, (8) 19 февраля 1784 года, именным указом Екатерины II сенату, на территории бывшего Крымского ханства была образована Таврическая область и деревня была приписана к Евпаторийскому уезду. После павловских реформ, с 1796 по 1802 год входила в Акмечетский уезд Новороссийской губернии. По новому административному делению, после создания 8 (20) октября 1802 года Таврической губернии, Кара-Найман был включён в состав Джелаирской волости Евпаторийского уезда.
По Ведомости о волостях и селениях, в Евпаторийском уезде с показанием числа дворов и душ… от 19 апреля 1806 года в деревне Кара-Найман числилось 13 дворов, 115 крымских татар и 1 ясырь. На военно-топографической карте генерал-майора Мухина 1817 года деревня Каранайман обозначена с 17 дворами. После реформы волостного деления 1829 года Каранайман, согласно «Ведомости о казённых волостях Таврической губернии 1829 года» отнесли к Атайской волости (переименованной из Джелаирской). На карте 1842 года Кара-Найман обозначен с 27 дворами.
В 1860-х годах, после земской реформы Александра II, деревню приписали к Биюк-Асской волости.
В «Списке населённых мест Таврической губернии по сведениям 1864 года», составленном по результатам VIII ревизии 1864 года, Кара-Найман — владельческая татарская деревня, с 6 дворами, 38 жителями и мечетью при колодцах. По обследованиям профессора А. Н. Козловского 1867 года, вода в колодцах деревни была пресная, а их глубина достигала 15—20 саженей (31—42 м). На трёхверстовой карте Шуберта 1865—1876 года в деревне Кара-Найман 8 дворов. Согласно «Памятной книжке Таврической губернии за 1867 год», деревня была покинута жителями в 1860—1864 годах, в результате эмиграции крымских татар, особенно массовой после Крымской войны 1853—1856 годов, в Турцию и вновь заселена татарами. В «Памятной книге Таврической губернии 1889 года», по результатам Х ревизии 1887 года, в деревне Кара-Найман числилось 24 двора и 133 жителя. Согласно «…Памятной книжке Таврической губернии на 1892 год», в деревне Кара-Найман, входившей в Азгана-Карынский участок, было 93 жителя в 9 домохозяйствах.
Земская реформа 1890-х годов в Евпаторийском уезде прошла после 1892 года, в результате Каранайман приписали к Коджанбакской волости.
По «…Памятной книжке Таврической губернии на 1900 год» в деревне числилось 237 жителей в 35 дворах. На 1914 год в селении действовал медицинский участок, работали врач, фельдшер и акушерка. По Статистическому справочнику Таврической губернии. Ч.II-я. Статистический очерк, выпуск пятый Евпаторийский уезд, 1915 год, в деревне Кара-Найман татарский (Эски-Кара-Найман) Коджамбакской волости Евпаторийского уезда числилось 48 дворов (4 двора с землёй, 44 — безземельные) с татарским населением в количестве 290 человек приписных жителей, из которых 165 мужчин и 125 женщин. Жители владели 610 десятинами удобной земли. В хозяйствах имелось 240 лошадей, 38 волов, 50 коров и 500 голов мелкого скота. Также записано имение Кара-Найман (А. Мирошниченко) — 1 двор, 12 приписных и 13 «посторонних».
После установления в Крыму Советской власти, по постановлению Крымревкома от 8 января 1921 года № 206 «Об изменении административных границ» была упразднена волостная система и в составе Евпаторийского уезда был образован Бакальский район, в который включили село, а в 1922 году уезды получили название округов. 11 октября 1923 года, согласно постановлению ВЦИК, в административное деление Крымской АССР были внесены изменения, в результате которых округа были отменены, Бакальский район упразднён и село вошло в состав Евпаторийского района. Согласно Списку населённых пунктов Крымской АССР по Всесоюзной переписи 17 декабря 1926 года, в селе Кара-Найман, центре Кара-Найманского сельсовета Евпаторийского района, числилось 75 дворов, из них 70 крестьянских, население составляло 310 человек, из них 262 татарина, 39 русских, 15 украинцев, 3 еврея, 1 немец, 3 записаны в графе «прочие», действовала татарская школа. Постановлением ВЦИК РСФСР от 30 октября 1930 года был создан Ишуньский район, уже как национальный украинский и село включили в его состав, а после создания в 1935 году Ак-Шеихского района (переименованного в 1944 году в Раздольненский), Кара-Найман вместе с сельсоветом, включили в его состав. По данным всесоюзной переписи населения 1939 года в селе проживало 250 человек.
В 1944 году, после освобождения Крыма от фашистов, согласно Постановлению ГКО № 5859 от 11 мая 1944 года, 18 мая крымские татары были депортированы в Среднюю Азию. Указом Президиума Верховного Совета РСФСР от 21 августа 1945 года Кара-Найман был переименован в Крыловку и Кара-Найманский сельсовет — в Крыловский. С 25 июня 1946 года Крыловка в составе Крымской области РСФСР, а 26 апреля 1954 года Крымская область была передана из состава РСФСР в состав УССР. Время упразднения сельсовета и включения в Гришинский пока не выяснено: на 15 июня 1960 года село уже числилось в его составе. Указом Президиума Верховного Совета УССР «Об укрупнении сельских районов Крымской области», от 30 декабря 1962 года упразднили Раздольненский район и село присоединили к Черноморскому. 8 декабря 1966 года был восстановлен Первомайский район и село включили в его состав. К 1977 году Крыловка в составе Степновского сельсовета. По данным переписи 1989 года в селе проживало 441 человек. С 12 февраля 1991 года село в восстановленной Крымской АССР, 26 февраля 1992 года переименованной в Автономную Республику Крым. С 21 марта 2014 года в составе Крыма аннексирована Россией.